# Вулиця Гетьмана Сагайдачного (Рівне)
Ву́лиця Гетьмана Сагайдачного — одна з вулиць у центральній частині міста Рівне. Названа на честь українського військового та політичного діяча, гетьмана та кошового отамана Петра Конашевича-Сагайдачного.
Вулиця пролягає від вулиці Симона Петлюри на захід, до вулиці Небесної сотні. Вулицю Гетьмана Сагайдачного перетинають вулиці Гетьмана Полуботка, Шевченка та Набережна, а також річка Устя.

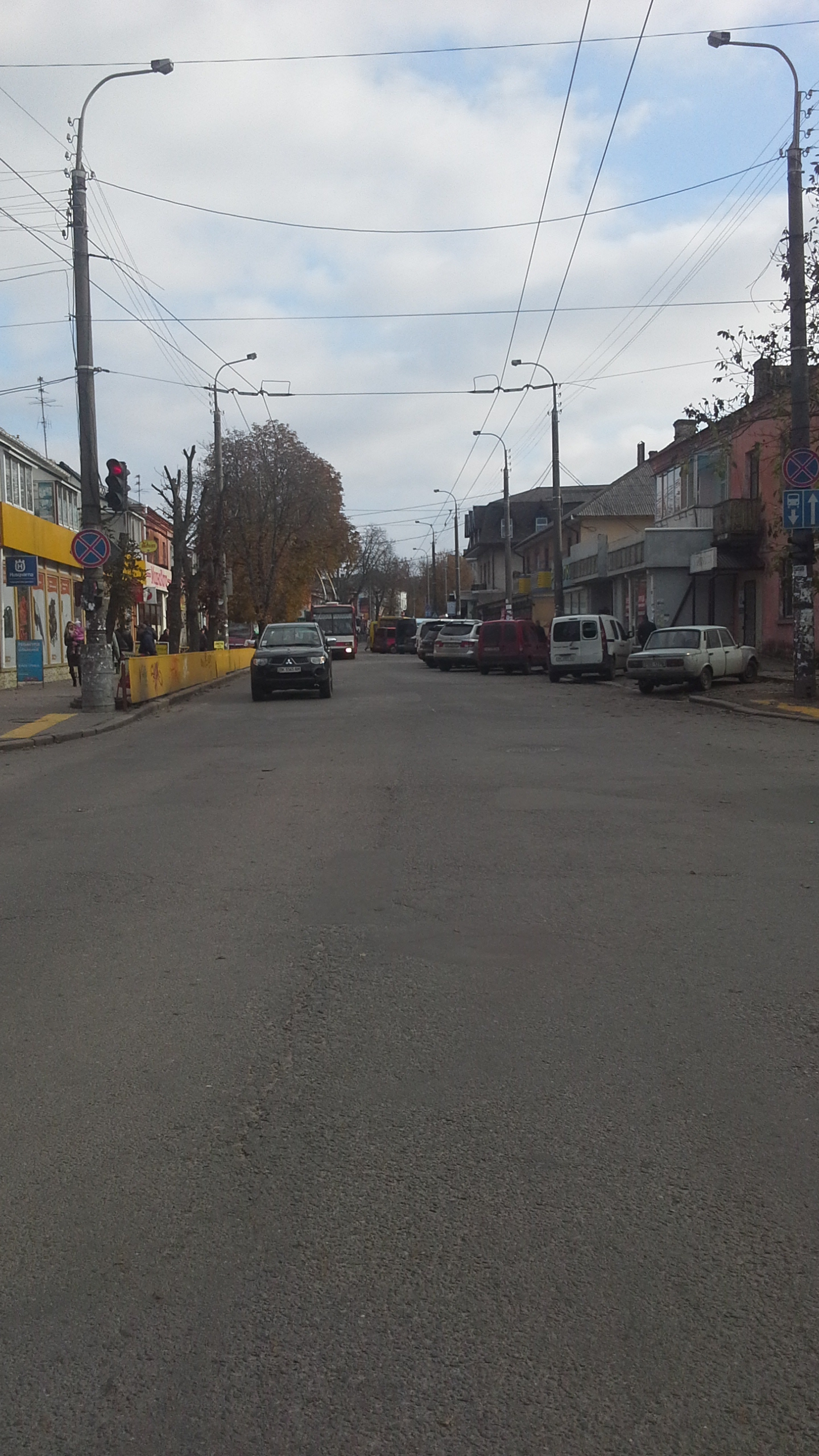
Вулиця Гетьмана Сагайдачного